# Getto w Hrubieszowie
Getto w Hrubieszowie – getto dla ludności żydowskiej utworzone 15 czerwca 1940 roku przez niemieckie władze okupacyjne w Hrubieszowie i zlikwidowane w 1943 roku. Większość jego mieszkańców zginęła w obozie zagłady w Sobiborze.

## Początek okupacji niemieckiej
W 1939 roku Żydzi stanowili ponad połowę mieszkańców 15-tysięcznego Hrubieszowa. W mieście znajdywała się murowana synagoga i dwa domy modlitwy zarządzane przez gminę żydowską, a także sześć prywatnych domów modlitwy. Prowadzono również bibliotekę, szkoły żydowskie, czy placówki opieki nad sierotami i starcami.
W połowie września 1939 roku Hrubieszów zajęły siły niemieckie, po czym 17 września, zgodnie z porozumieniami między władzami niemieckimi i radzieckimi, miasto przejęło wojsko radzieckie. 3 października, po zmianach w ustaleniach, do Hrubieszowa powrócili Niemcy. Wraz z odejściem sił rosyjskich, do ZSRR uciekło także ok. 1,4 tys. mieszkańców pochodzenia żydowskiego, w tym Henryk Orenstein z ojcem. W większości świadectw żydowskich z tego okresu pojawiają się relacje o żołnierzach radzieckich zachęcających Żydów do wyjazdu z miasta.
Niemieckie władze okupacyjne wprowadziły szereg obostrzeń wobec ludności żydowskiej, takich jak obowiązek noszenia białej opaski z gwiazdą Dawida, czy zakaz opuszczania miasta. Dokonano również spisu społeczności, wywłaszczano i przejmowano znaczną część majątku, publicznie poniżano. W listopadzie 1939 roku założono Judenrat. Do obowiązków rady należał nadzór nad wdrażaniem antyżydowskich obostrzeń i wyznaczanie członków społeczności żydowskiej do pracy przymusowej, w tym w lokalnych obozach pracy przymusowej.
1 grudnia 1939 roku wojska niemieckie zmusiły 1018 żydowskich mieszkańców Chełma do brutalnego marszu do Hrubieszowa, po drodze zabijając 440 osób. Na drugi dzień dołączono do ocalałych przeszło tysiąc żydowskich mieszkańców Hrubieszowa, po czym całą grupę prowadzono w ciężkich warunkach w stronę linii demarkacyjnej, po drodze zabijając kolejnych Żydów. Część marszu skierowano na most nad Bugiem w Sokalu, gdzie następnie zmuszono Żydów do biegu w stronę radziecką, zaś drugiej grupie nakazano przekroczenie rzeki w miejscowości Bełz. Ponieważ strona radziecka odmówiła przyjęcia Żydów, jedynie małej grupie udało się przedostać na drugą stronę. Część Żydów próbujących przekroczyć granicę utonęło w rzece, a ci, którzy przetrwali marsz i forsowanie granic, powrócili do Hrubieszowa.
Na dwa dni przed powstaniem getta, czyli 13 czerwca 1940 roku, niemiecka i polska policja aresztowała 800 Żydów, a po kilku dniach deportowała 600 z nich do obozów pracy w okolicach Bełżca.

## Getto
Getto utworzono 15 czerwca 1940 roku na terenie, którego granice wytyczały ulice: Ludna, Jatkowa i Rynek. Według spisu z października tego roku, miasto zamieszkiwało 4858 Żydów. Początkowo getto było otwarte, po czym wprowadzono zakaz opuszczania terenu pod karą śmierci. Nigdy jednak nie ogrodzono tego terenu, co prowadzi do niekonsekwencji w użyciu określenia „getto” w niektórych źródłach, w zależności od przyjętej definicji tego pojęcia.
W kwietniu 1942 roku narzucono przesiedlenie ludności żydowskiej z okolicznych miejscowości do Hrubieszowa. W mieście stopniowo pojawiały się także osoby z Krakowa, Warszawy, Grudziądza, Kalisza i Łodzi, przez co w czerwcu 1942 roku getto zamieszkiwało już 10 tysięcy Żydów, w porównaniu do 5690 osób zarejestrowanych zaledwie miesiąc wcześniej. Część osób pochodzących z Warszawy należało do organizacji syjonistycznych, takich jak Dror czy Betar. Niektórzy działacze pozostawali w kontakcie z komórkami w getcie warszawskim, kilkuset członków Betaru znalazło schronienie i pracę na roli.

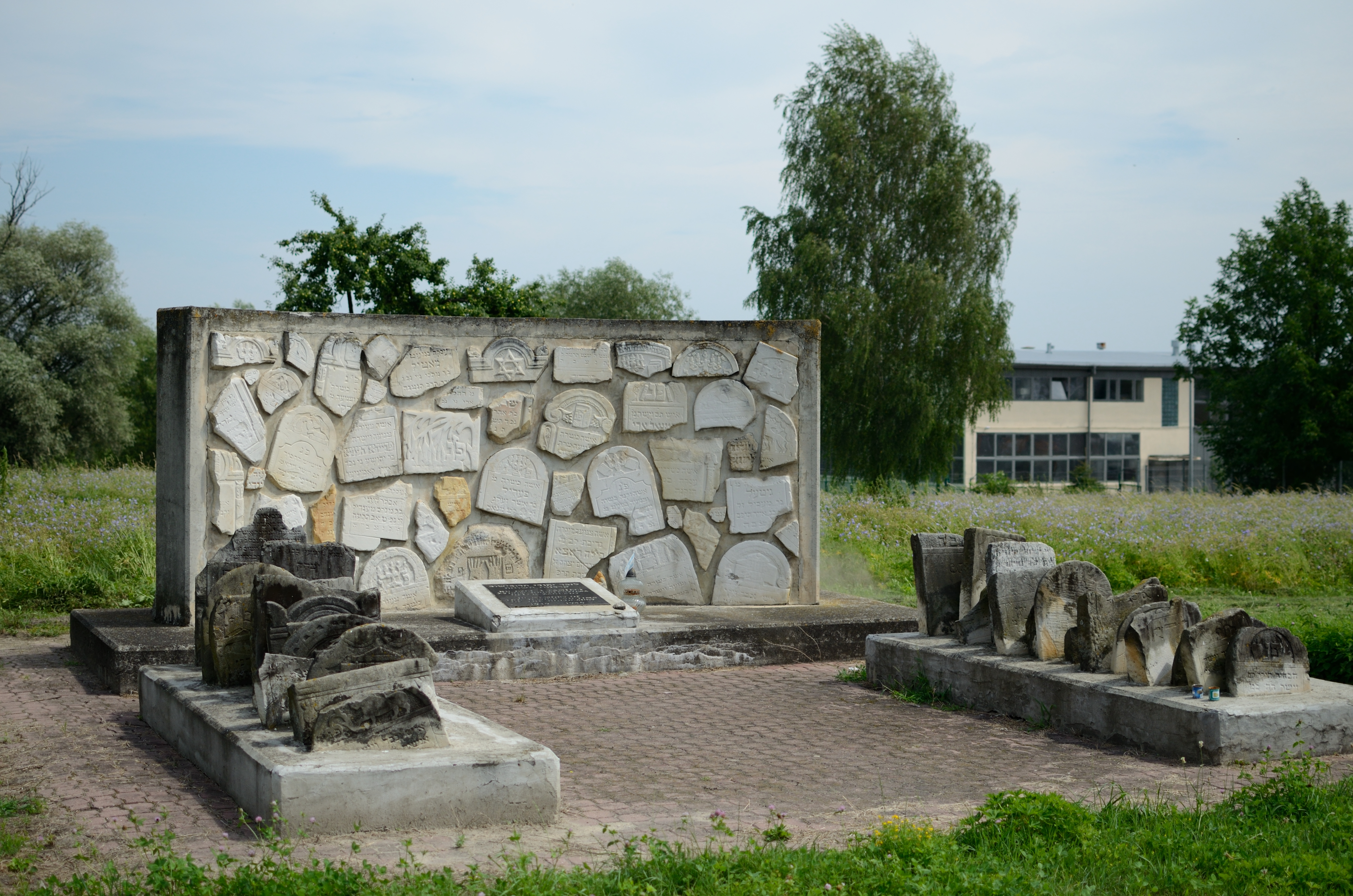
Pomnik Ściana pamięci na cmentarzu żydowskim w Hrubieszowie

Początek likwidacji getta nastąpił w dniach 1–10 czerwca 1942 roku, w dwóch etapach. 1 czerwca Judenrat został zobowiązany do zebrania mieszkańców getta, którzy nie byli zarejestrowani jako wykwalifikowani robotnicy. Gdy okazało się jasne, że nie wszyscy pojawili się w punkcie zbornym, niemieckie władze wykorzystały żandarmerię, Sonderdienst, żydowską policję i grupę mężczyzn z Trawników do zebrania większej grupy Żydów, którą następnie poprowadzono do pociągów. Podczas drugiego etapu wyciągano ukrywających się mieszkańców w domu używając znacznej siły; brutalnością w szczególności wykazała się Sonderdienst. Do 10 czerwca ponad 5000 Żydów wywieziono do obozu zagłady w Sobiborze, gdzie zostali zamordowani w komorach gazowych. Informacja o wywożeniu mieszkańców znalazła się w biuletynie Oneg Szabat, w archiwum Ringelbluma zachowała się także relacja pani Dychterman (nieznanej z imienia) opisująca akcję likwidacyjną. Po 10 czerwca, w obławie na ukrywających się mieszkańców getta, zginęły kolejne setki Żydów poprzez rozstrzelanie na cmentarzu żydowskim. Judenratowi nakazano powołanie specjalnego zespołu do grzebania ofiar.

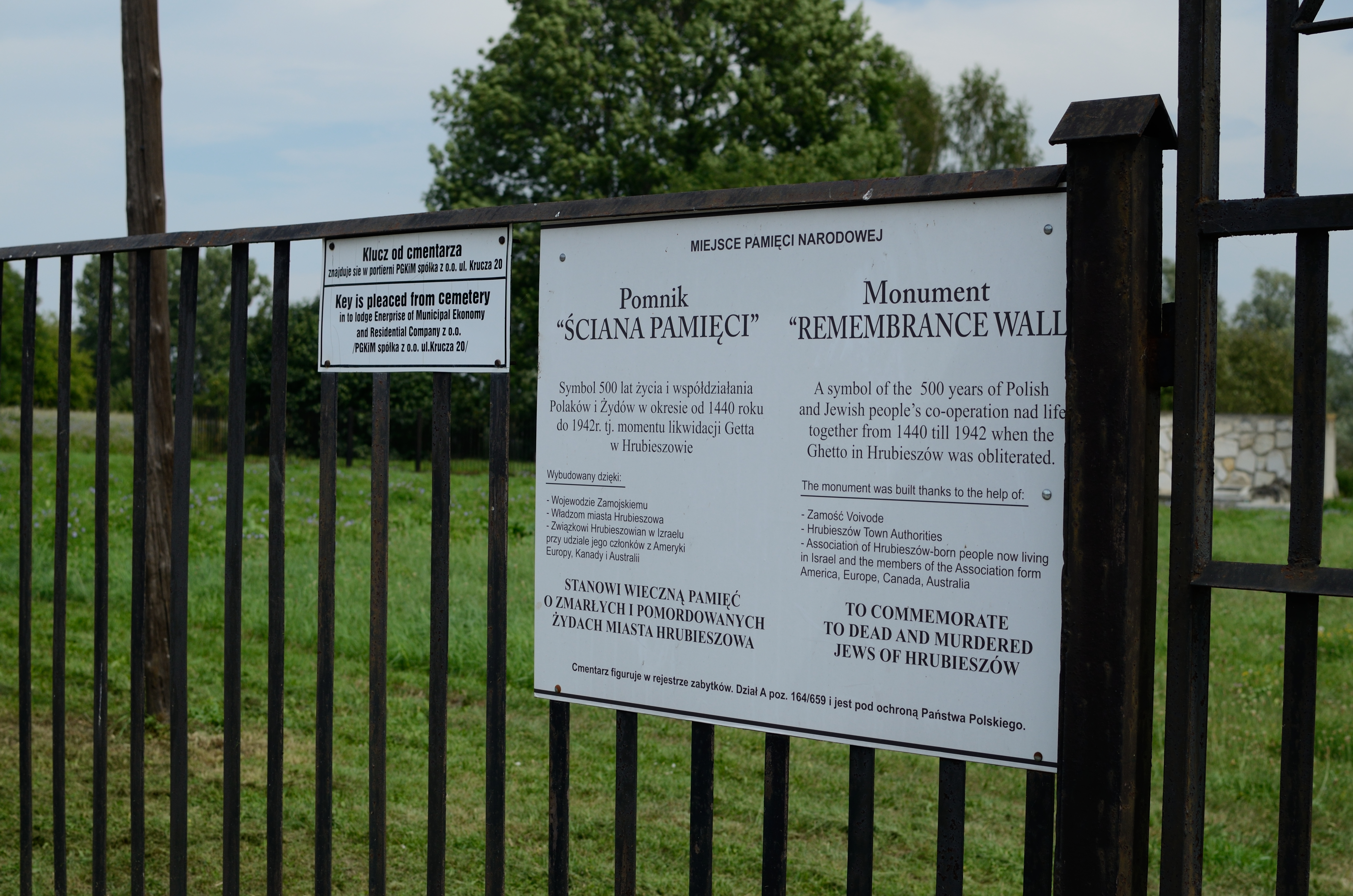
Tablica opisująca pomnik, zawierająca informację o getcie w Hrubieszowie

15 czerwca 1942 roku zmniejszono powierzchnię getta do obszaru ulicy Metalowej, Nowego Rynku i alejek prowadzących na cmentarz żydowski. Zaistniałe getto szczątkowe miało na celu zmniejszyć chęć oporu pośród osób, które przeżyły pierwsze deportacje, dając im fałszywe poczucie bezpieczeństwa.
W październiku 1942 roku do getta wywieziono Żydów z miejscowości Grabowiec i Uchanie, po czym 22 października rozpoczął się kolejny etap likwidacji, podczas którego ok. 3 tys. osób wywiezionych zostało do obozu w Sobiborze. W listopadzie zastrzelono ok. 500 mieszkańców getta, którym udało się wcześniej ukryć przez wywózkami. Ok. 200 pozostałych przy życiu Żydów zatrudniono do porządkowania getta: sortowania i wynoszenia pozostawionego majątku czy grzebania zamordowanych. W maju 1943 roku pozostali robotnicy zostali wywiezieni do obozu pracy w Budzyniu.
Osoby o żydowskim pochodzeniu, które przeżyły wojnę, zaczęły powracać do Hrubieszowa po zajęciu miasta przez siły radzieckie w lipcu 1944 roku. Choć w maju 1945 roku było ich już ok. 200, nie pozostali na stałe  – w sierpniu następnego roku przebywało tam już jedynie 42 Żydów. W grupie osób powracających znalazła się para, której wojenne losy spisał jej syn Michael Korenblit wraz z pomocą Kathleen Janger w książce Until We Meet Again: A True Story of Love and Survival in the Holocaust.